# Dragiša Ognjanović
Dragiša Ognjanović (srbsko Драгиша Огњановић), slovenski operni in koncertni pevec srbskega rodu, * 18. julij 1925, Bočar, Vojvodina, † 18. oktober 2010, Ljubljana, Slovenija.

## Življenje
Solopetje je študiral pri Kseniji Kušej Novak. Bil je član Slovenskega okteta med letoma 1960 in 1967. Tega leta je bil angažiran v operi v Bonnu, med 1968 in 1970 pa v Gradcu. Leto zatem je bil svobodni umetnik, od sezone 1971/1972 pa je bil zaposlen v ljubljanski Operi.
V slovenski filharmoniji je v letih 1976 - 1980 opravljal mesto organizacijsko-finančnega direktorja.
V svoji pevski karieri je pel v večini vlog standardnega basovskega repertoarja. Bil je pevec temnega glasu in velikega glasovnega obsega, ob tem pa tudi odlična odrska pojava in dober igralec.
Poročen je bil s pevko Zlato Gašperšič.